# Koldbrann
Koldbrann (norska för "kallbrand") är en norsk musikgrupp (black metal) från Drammen. Koldbrann spelar ortodox black metal i den klassiska norska formen.

## Historia
Kaldbrann bildades 2001. Bandet spelade in två demos 2002 och sitt första album Nekrotisk Inkvisition ett år senare. Efter att ha släppt EP:n Atomvinter 2006, lanserade det tyska skivbolaget Twilight Vertrieb bandets andra album Moribund senare samma år.
2007 turnerade Koldbrann med Taake och Urgehal och spelade vid 2007 års utgåva av Inferno Metal Festival i Oslo. De turnerade också i Östeuropa tillsammans med det svenska black metal-bandet Marduk.

## Medlemmar
Nuvarande medlemmar
- Mannevond (Lloyd Hektoen) – sång, gitarr (2001– )
- Kvass – gitarr (2002– )
- Folkedal (Jørn Folkedal) – trummor (2009– )
- Voidar (Vidar Ermesjø) – gitarr (2009– )

Tidigare medlemmar
- Dragev – gitarr (2001)
- Fordervelse (Tom V. Nilsen) – trummor (2002–2009)
- Jonas aus Slavia (Jonas Raskolnikov Christiansen) – basgitarr, gitarr (2002–2003; död 2011)
- Stian Johnskareng – basgitarr (2003–2013)
- Geir Antonsen – gitarr (2004–2009)

Turnerande medlemmar
- Eirik Renton – trummor
- Iblis (Sven Löbl) – sång
- Desecrator (Jonas W. K. Pedersen) – basgitarr (2014– )
- Iblis (Sven Löbl) – sång
- Kjøttring (Tor Risdal Stavenes också känd som Seidemann) – basgitarr (2002–2003)
- Tyr (Jan Erik Torgersen) – basgitarr (2003)
- Mpress (Elin Henden) – basgitarr (2003)
- General Kshatriya (Haakon Nikolas Eihwaz Forwald) – rytmgitarr (2003)
- Kjetil Hektoen – trummor (2013)
- Malphas (Thomas Myrvold aka Diabolous) – basgitarr (2014–2018)
- Desecrator (Jonas W. K. Pedersen) – basgitarr (2014–)
- John Grave (aka Dragev) – basgitarr (2019–)

## Diskografi
Demo
- 2002 – Pre-Prod 2002
- 2002 – Mislyder fra det nekrotiske kammer

Studioalbum
- 2003 – Nekrotisk Inkvisition
- 2006 – Moribund
- 2013 – Vertigo

EP
- 2006 – Atomvinter
- 2008 – Stigma: På kant med livet

Singlar
- 2009 – "Russian Vodka / Metalni Bog"
- 2012 – "Totalt sjelelig bankerott"

Video
- 2007 – "Live at Ragnarök Festival 2007"

Annat
- 2006 – "Koldbrann / Faustcoven" (delad 7" vinyl)